# Осада Шкодера (1478—1479)
Осада Шкодера (Шкодры) в 1478—1479 годах была противостоянием Османской империи и Венецианской республикой в Шкодере (по-итальянски — Скутари) и в её замке Розафа во время первой турецко-венецианской войны (1463—1479). Немецкий историк Франц Бабингер назвал осаду «одним из самых примечательных эпизодов в борьбе между Западом и Полумесяцем»:363. Гарнизон Шкодера примерно из 1 600 албанцев и итальянцев:10–13 столкнулся с огромной османской армией, штурмовавшей крепость при поддержке артиллерии. Численность османских войск насчитывала до 350 000 человек:160. Поход был настолько важен для султана Мехмеда II Фатиха, что он лично прибыл, руководить осадой. После девятнадцати дней бомбардировки замка турки-османы предприняли пять штурмов, которые закончились победой осажденных. С истощающимися ресурсами султан Мехмед II захватил небольшие окружающие крепости Жабляк Черноевича, Дришти и Лежа, оставил осадные силы, чтобы вынудить защитников Шкодера сдаться, и вернулся в Стамбул. 25 января 1479 года Венеция и Османская империя подписали мирное соглашение в Стамбуле, по которому Шкодер переходил к Османской империи. Защитники цитадели эмигрировали в Венецию, в то время как многие албанцы из этого региона отступили в горы. Затем Шкодер стала резиденцией вновь созданного османского санджака, санджака Скутари. Турки-османы удерживали город до тех пор, пока Черногория не захватила его в апреле 1913 года, после шестимесячной осады.

## Исторический фон

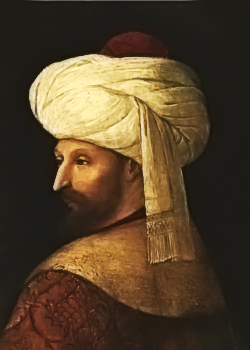
Султан Мехмед Завоеватель лично отправился руководить осадой

Шкодра, также известная как Шкодер, Скадар и Скутари, была стратегическим городом и важной областью Венецианской Албании. С 1355 года Шкодером владела дворянская семья Балшичей, она была взята османами в 1393 году, отвоевана Георгием II Балшичем в 1395 году, а затем уступлена (вместе с близлежащими крепостями Дриваст, Дагнум и Шас) Венецианской республике в 1396 году.
Султан Мехмед II уже завоевал Константинополь в 1453 году, но теперь хотел господствовать на албанском побережье и подготовиться к переправе через Адриатику и походу на Рим:134. Скандербег в течение четверти века препятствовал успеху османов в Албании. Лежская лига албанских князей, созданная Скандербегом в 1444 году, чтобы противостоять османам, потерпела крах в 1450 году. Скандербег скончался от малярии в 1468 году. Тем не менее Круя и некоторые северные албанские гарнизоны все ещё держались при поддержке венецианцев.
Венецианцы и Османская империя находились в состоянии войны с 1463 года, Османская империя стремилась к экспансии, а венецианцы стремились обезопасить свои торговые колонии. Венеция удерживала и вооружала ряд албанских городов, в том числе Шкодер, которую она взяла в 1396 году и переименовала в Скутари. К 1466 году Венеция считала Шкодер сердцем и столицей Венецианской Албании.
Шкодер был настолько важен для целей империи, что вскоре после осады османский летописец Ашик Пашазаде назвал её «надеждой на проход в земли Италии». Османы попытались взять Шкодер во время осады 1474 года. Полководец султана Мехмеда II Хадим Сулейман-паша потерпел неудачу, поэтому османы отступили, и султан запланировал более мощное наступление.
Тем временем Мехмед II Завоеватель потребовал, чтобы Венеция сдала туркам Крую, Шкодер и другие албанские города в обмен на мир, приказав Искендер-бею, санджак-бею Боснии, вторгнуться во Фриуль. Граф Карло да Браччо дал отпор захватчикам, но прежде чем вернуться в Боснию, "турецкие отряды все же нанесли огромный урон и увели большое количество людей и скота. Несмотря на эти потери, Венеция отказалась уступить требованиям Мехмеда II сдать Шкодер, который стал её «последним бастионом на востоке»:360–361. В 1477 году османы захватили большую часть близлежащей территории Зеты вместе с Жабляком и разбили главную армию Ивана Черноевича в конце 1477 или начале 1478 года. Иван Черноевич вскоре восстановил Жабляк, но удержал его лишь ненадолго, пока османы сосредоточились на нападении на Шкодер. Среди населения Шкодера были люди, которых подозревали в связях с османами и которые поддерживали сдачу города.

## Задействованные силы
Венецианская республика намеревалась защищать Шкодер:121. Ожидая нового нападения османов, венецианцы энергично готовились, посылая своих опытных инженеров для укрепления укреплений в соответствии с самыми современными методами и содержали в городе гарнизон из 800 наемников. В конце 1477 года, когда новая османская угроза стала неизбежной, многие венецианские наемники покинули Шкодер. Поэтому Венецианский Сенат окончательно одобрил просьбы местных жителей об оружии и дал разрешение на набор воинов из окрестных деревень:612. Город был защищен крепкими стенами и смешанным гарнизоном из местных жителей и оставшихся венецианских наемников.
Весной 1478 года Мехмед II отправил на Шкодер бейлербея Румелии, Коджа Давуд-пашу, и нового бейлербея Анатолии, Мустафу-бея, с армиями под их командованием. В своих свидетельских показаниях (книге) «осада Шкодры» историк Марин Барлети записал, что в нападении, возможно, участвовало до 350 000 османских солдат:13. Османский хронист Кивами писал о 100 000 османских солдатах только в одной атаке. Венеция хотела помочь осажденным и послала свои галеры вверх по реке Бояна из Адриатического моря, но им помешала османская блокада в Ширге:10.
Когда османы подошли к Шкодеру в мае 1478 года:362, венецианский военачальник Антонио да Леззе отправил женщин и детей в приморские деревни:41, но некоторые женщины остались, чтобы помочь мужчинам. Примерно 2 000 человек защищали замок изнутри, в то время как сотни албанских мужчин и юношей из этого региона помогали извне, совершая партизанские нападения на османские палаточные лагеря. Войска Ивана Црноевича при поддержке рагузинцев переплыли озеро и ночью атаковали османские палатки. Другими заметными фигурами в защите Шкодры были монах Бартоломей Эпирский, который сражался бок о бок со Скандербегом, прежде чем принять священный сан, и произносил зажигательные речи, чтобы сплотить защитников:160:52–58, и Николо Монета:364.

## КрепостьРозафаи осада

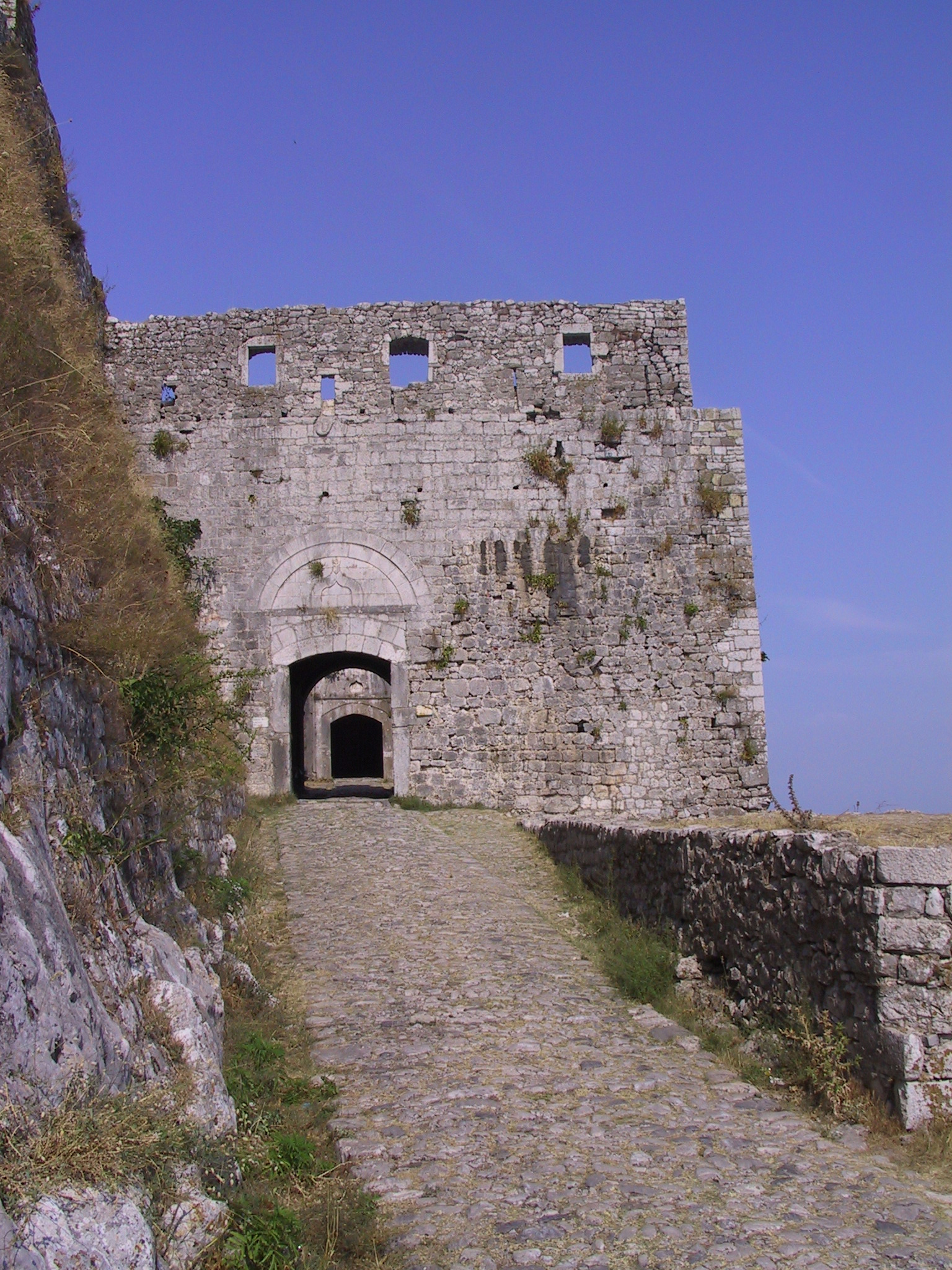
Венецианские ворота (внешние), Барбакан и оригинальные иллирийские ворота (внутренние) на северной стороне крепости

Крепость Розафа была центром осады, естественное расположение и архитектурные укрепления которой позволяли значительно превосходящему по численности гарнизону противостоять бомбардировкам и последовательным наземным атакам осаждающих. Замок (как его иногда называют) считался центральной опорой подставки (или треноги), включающей Жабляк, Дришти и Лежу. Город Шкодер был сожжен и разграблен турками в 1467 году, так что с этого времени горожане перебрались в крепость для большей безопасности.
Крепость была естественным бастионом над озером Шкодра, тремя реками (Бояна, Дрин и Кири) и Адриатическим морем. Считалось, что она была «своего рода Фермопилами, где высокие горы сужали проход между озером и морем». Все грани крепостной горы были записаны как крутые, но северный склон был наименее крутым и более легким для подъёма. Османские хронисты сообщали о трудностях восхождения на крепостную гору.
Предвидя осадную войну, в 1458 году венецианские архитекторы Андреа и Франческо Венье и Малькьоре да Имола разработали планы укрепления цитадели и систему резервуаров, предназначенных для сбора дождевой воды:170. Кроме того, венецианцы добавили Барбакан и дополнительные ворота, чтобы укрепить то, что они (правильно) предсказывали как главный пункт конфликта. Во время неудачной османской осады 1474 года внешние стены были значительно повреждены. Согласно рассказу Марин Барлети из первых рук горожане восстановили стены, но когда они почувствовали, что османы снова приближаются с ещё более сильным нападением, они построили вторичные укрепления и редуты из дерева и земли:47.

## Осада

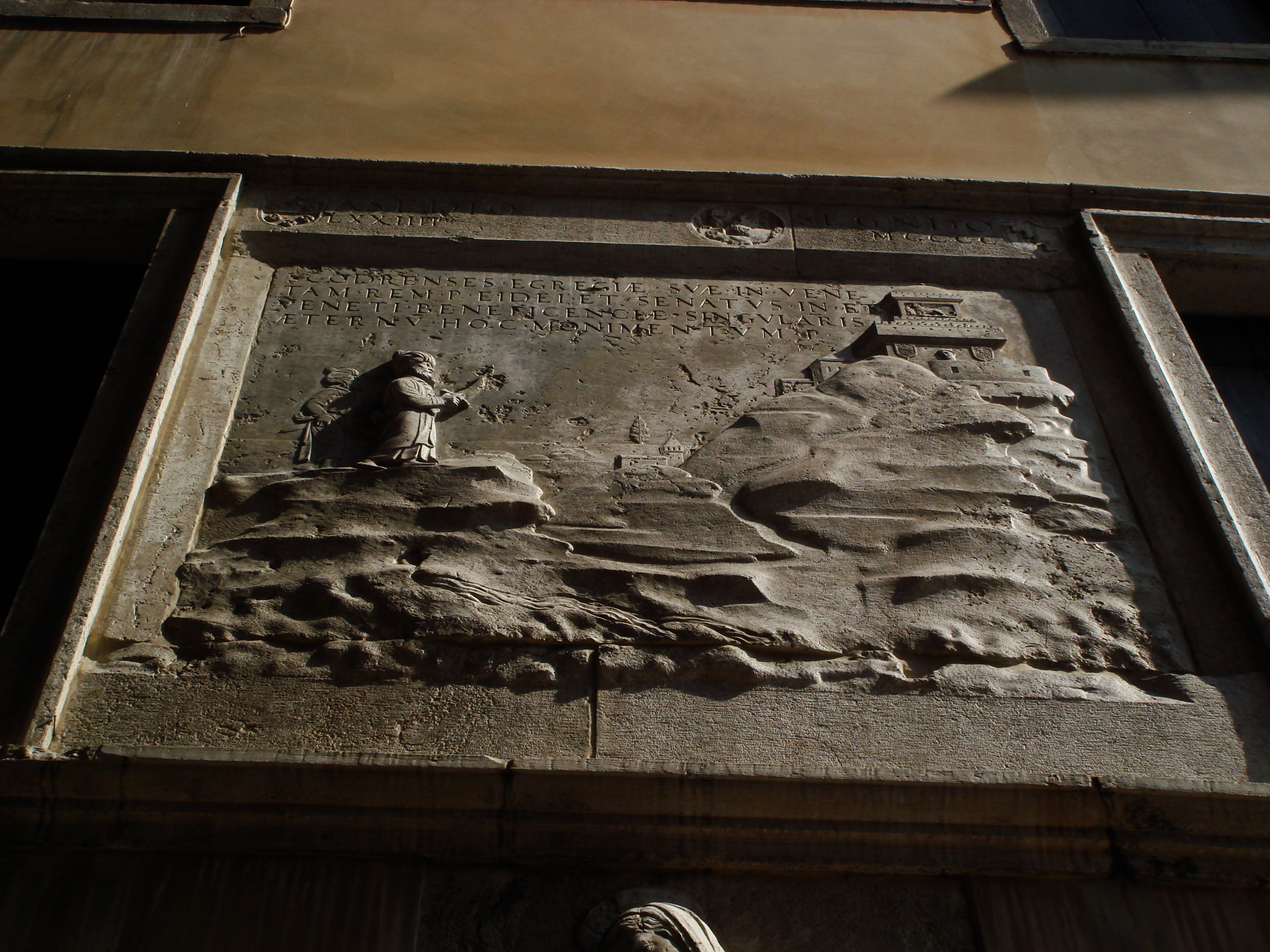
Памятный рельеф об осаде в албанской школе в Венеции 15 века

Весной 1478 года Мехмед II Завоеватель выслал вперед разведчиков, а затем и своих командиров, чтобы двинуться на Шкодер, вызвав панику в сельской местности. 14 мая в Шкодер прибыли первые солдаты: 8 000 османских акынджи во главе с Али-беем, 4 000 всадников во главе с Искендер-беем и 3 000 всадников во главе с Малкочом (Малкочоглу). Горожане активизировали свою работу по укреплению цитадели, добавив дополнительные оборонительные сооружения в ожидании того, что внешние стены будут разрушены османской канонадой. Османы подожгли окрестные деревни, и многие жители района Шкодра бежали в более безопасное убежище:361–362.
Пять дней спустя прибыл бейлербей Румелии Давуд-паша и разбил лагерь на холме к северу от замка, известном как «Холм паши», где должна была располагаться большая часть османской артиллерии (примерно на той же высоте, что и крепость). Защитники были размещены со всех сторон, но сосредоточили свои ресурсы в районе главных ворот, где османы сосредоточили свою атаку:54–56, 78.
Около 5 июня Давуд-паша поднялся на гору Святого Марка (ныне гора Св. Тарабош, напротив замка на западе), чтобы осмотреть позиции и выработать стратегию. Через несколько дней прибыл паша Анатолии (Мустафа-бей), приведя с собой около 46 000 всадников. 15 июня около 5 000 янычар султана прибыли, чтобы подготовиться к прибытию Мехмеда II 1 июля. Сам султан Мехмед II прибыл в Крую, чтобы завершить годичную осаду. Те, кто находился в Круе, умирали от голода, и им предоставлялся выбор: остаться и подчиниться османскому владычеству или спокойно уйти со своими пожитками. Они выбрали последнее, но вместо этого были «безжалостно обезглавлены»:363. К 16 июня 1478 года Круя окончательно перешла под контроль османов.
Османские солдаты продолжали прибывать в Шкодер в течение всей второй половины июня:39–51. Около 18 июня небольшая делегация османских сановников потребовала от гарнизона Шкодера капитуляции, предлагая мир и награды, если они решат подчиниться, и угрожая пытками и казнью, если они решат сопротивляться. От имени всех жителей Петр Паганус отказался от этого предложения, пригрозив ему тем же.
22 июня первые две османские пушки были установлены и начали обстреливать город. К 11 июля было применено одиннадцать пушек, а также две мортиры, снаряды которых взорвались при ударе. Бабингер записывает артиллерию огромного калибра и «зажигательные ракеты, шары тряпья, пропитанные воском, серой, маслом и другими горючими материалами», которые «использовались впервые»:363–64. осажденные также имели собственные пушки. Албанский Священник Марин Барлети записал ежедневный подсчет поступающих орудийных залпов, общее число которых достигло более 3 200 выстрелов. Австрийский историк Йозеф фон Хаммер дает цифру 2534 всего выстрелов:565–66.
11 июля султан предпринял первую из пяти наземных атак. Подъём оказался трудным для османских солдат, которые были отбиты в каждой атаке. 27 июля османы предприняли свое пятое и последнее наступление. Султан поднялся на холм паши, чтобы понаблюдать за сражением. Преисполненный решимости одержать победу, султан приказал вести огонь тяжелой артиллерии одновременно с наземной атакой, что привело по меньшей мере к трем случаям разрушительного огня по своим солдатам. Невероятно, но гарнизон Шкодера снова устоял. Барлети сообщает, что стрелы, выпущенные османскими лучниками, были настолько обильны, что шкодранцы использовали их для разжигания костров. Венецианский историк Сабеллик сообщал анекдотические свидетельства очевидцев, находившихся в замке, например: «несчастная кошка, испуганная боевыми криками из своего укрытия, упала, пронзенная сразу одиннадцатью стрелами».
30 июля султан собрал свой генеральный совет, желая спланировать шестую наземную атаку, но был вынужден прекратить атаки на гарнизон и жителей Шкодера, которые, по словам османского историка Кивами, сражались «как тигры на горных вершинах». Султан принял этот совет в конце августа и приказал своим военачальникам атаковать небольшие крепости поблизости, которые помогали Шкодеру. Жабляк, где Иван Черноевич (1465—1490), господарь Зеты, основал свой двор, сдался бейлербею Румелии почти без боя (не самим Иваном Черноевичем, а его двоюродным братом и небольшим числом людей). Однако Дришти храбро сопротивлялся:365 , но османы легко захватили его 1 сентября 1478 года, используя свою артиллерию. 300 пленных из Дришти были доставлены в Шкодер и казнены на глазах у осажденных:165. Затем османы двинулись на Лежу, но нашли её почти полностью покинутой. На реке Дрин они захватили две венецианские галеры с 200 моряками, которые были у стен Шкодры убиты на глазах у жителей. Мехмед II приказал построить мосты на реке Бояна, чтобы помешать венецианским кораблям прийти на помощь Шкодре через Адриатическое море. Он приказал осадному отряду остаться в Шкодре — во главе с Гедиком Ахмет-пашей и, как говорят, содержать от 10 000 до 40 000 солдат:365, чтобы заставить город сдаться с голоду. Разочаровавшись ходом своей албанской кампании, султан Мехмед Завоеватель выступил в обратный путь в Стамбул, «с 40 000 человек»:365.

## Заключение
В ноябре 1478 года, когда осада затянулась и осажденные стали есть мышей и крыс, Антонио да Лецце (проведитор города) продолжал обращаться за помощью к Венеции, которая решила послать войска, чтобы снять осаду. Однако через четыре дня это решение было отменено:365. 25 января 1479 года Венецианская республика и Османская империя подписали Константинопольский договор, по которому Шкодер был уступлен Мехмеду II при условии, что граждане будут пощажены:136. Венеция не включила своего союзника, господаря Зеты Ивана Черноевича. Последний был вынужден покинуть Зету и бежать в Италию. Договор был ратифицирован в Венеции 25 апреля 1479 года:15. Жителям Шкодера пришлось выбирать между эмиграцией в Венецию или пребыванием под властью своих врагов. Марин Барлети пишет, что каждый гражданин выбрал эмиграцию. Бабингер пишет, что после заключения мирного договора 1479 года старые албанские семьи, «такие как Арианити, Дукаджини, Кастриоти, Музаки и Топия были вынуждены искать убежища в Неаполе, Венеции или Северной Италии»:372. Однако многие албанцы остались в своем отечестве. Некоторые приняли ислам, а другие отступали глубже в горы и поднимали стихийные восстания, поддерживая «жесткое сопротивление» османам вплоть до XVII века . Гарнизон Шкодера действительно выдержал все штурмы противника, но в конце концов проиграл и покинул город. В то время как турки-османы действительно захватили город, но только после того, как не смогли завоевать его военной силой и понесли значительные потери.

## Потери
Франц Бабингер утверждает, что османы потеряли «12 000 своих лучших войск» только во время атаки 22 июля, затем описывает ещё одну треть османской армии, погибшую 27 июля. Гарнизон Шкодера, как говорят, потерял 22 июля 400 человек:364 . Османский историк Кемаль Пашазаде (1468—1534) записал, что "сотни неверных и мусульман умирали каждый день, и ещё сотни бежали с ранеными головами … опухшими от шишек и кратеров, как поверхность Луны:213–215. Другой османский историк, Турсун (1426—1491), записал «развернувшуюся Великую Войну и немилосердное кровопролитие, которого никогда прежде не было в истории»:107 . Марин Барлети зафиксировал тысячи османских потерь и сотни потерь защитников Шкодера. Албанский историк Алекс Буда, анализируя венецианские хроники этого события, приходит к выводу, что из примерно из 1 600 шкодранских мужчин и женщин, сражавшихся в цитадели, выжили примерно 450 мужчин и 150 женщин:15.

## Значение
После падения Шкодера в 1479 году турки-османы фактически контролировали всю территорию Албании и могли сосредоточиться на продвижении в Италию. Османский летописец Ашик Пашазаде (ок. 1400—1481) утверждал: "Шкодра была завоевана, крепость близ суши и моря … надежда на переезд в Италию! Действительно, османы высадились в Италии в июле 1480 года, где взяли штурмом город Отранто. Албания была настолько важна для вторжения в Отранто, что Гедик Ахмед-паша (командующий османской армией и флотом) использовал её в качестве пункта снабжения и места быстрого отступления. Гофман записывает битву 1548 года у берегов Превезы, в которой уступающий османский флот во главе с Барбароссой разгромил католические галеры Андреа Дориа, в основном, из-за свежих подкреплений, поступивших с контролируемых османами албанских берегов. Тридцать шесть кораблей Дориа были захвачены, а Барбаросса не потерял ни одного.
В Шкодере и других частях Северной Албании османы превратили церкви в мечети и способствовали обращению в ислам. Согласно Роберту Элси, примерно от тридцати до пятидесяти процентов населения Северной Албании в конце концов обратилось в ислам к началу XVII века. Они «обращались … не по теологическим соображениям, а прежде всего для того, чтобы избежать угнетения и суровых налогов». Миссионерская деятельность францисканцев помогла остановить эту волну; тем не менее, обращение «продолжалось безостановочно на протяжении восемнадцатого и девятнадцатого веков»..
Шкодер стал административным и военным центром, известным как санджак, до 1867 года, когда он объединилась с санджаком Скопье, чтобы сформировать вилайет Шкодер. В 1912 году Албания провозгласила независимость от Османской империи, заручившись поддержкой Лондонской мирной конференции.

## Искусство и литература

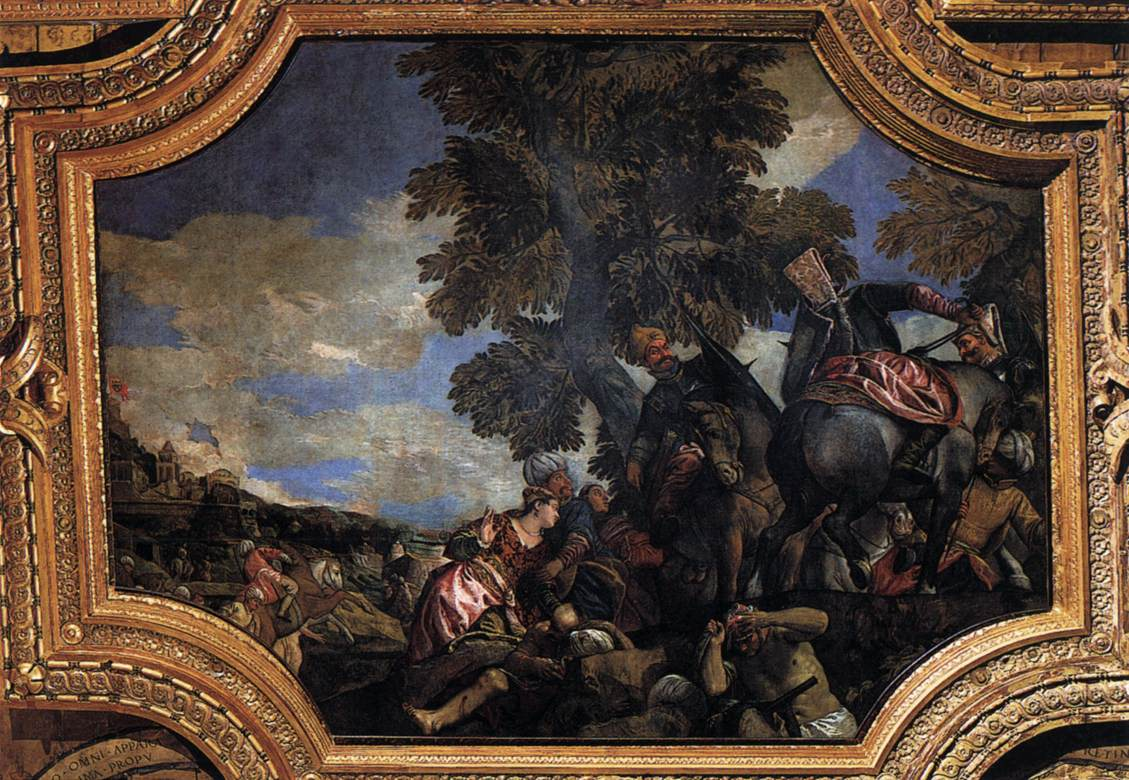
Художник, Паоло Веронезе осада Скутари, изображает аристократку, взятую в плен

Осада Шкодры изображена в нескольких произведениях европейской литературы и искусства. Фасад бывшей школы албанцев в Венеции содержит рельеф, созданный неизвестным скульптором и помещенный туда в 1532 году (его ошибочно приписывают Витторе Карпаччо). Султан Мехмед II изображен со своим великим визирем под скалой, на которой возвышается замок Розафа. Командиры гарнизонов Шкодера во время осад в 1474 и 1478 годах — Антонио Лоредан и Антонио да Леззе — удостоены чести быть включенными в их гербы. Латинская надпись означает: «жители Шкодры воздвигли этот вечный памятник своей выдающейся преданности Венецианской республике и исключительной благотворительности Венецианского Сената».
В 1503 году Марин Бекихемус написал и опубликовал панегирик об осаде, восхваляя Венецианскую республику.
В 1504 году в Венеции была опубликована книга Марина Барлети «осада Шкодры» (De obsidione Scodrensi). Это отчет из первых рук об осаде, представленный Венецианскому сенату. Она была переиздана несколько раз и переведена на другие европейские языки в шестнадцатом веке (а позже на албанский и английский). В 2018 году венецианский ученый Лючия Надин обнаружила рукопись Марин Барлети, датированную ок. 1500 годом, предположительно, является оригинальной рукописью де обсидионе Скодренси (ученые начали изучать эту рукопись).
В 1585 году Паоло Веронезе написал картину «осада Скутари», написанную маслом на холсте, который находится на потолке Дворца дожей в Венеции.
В 1860 году Джузеппе Лоренцо Гаттери изобразил великую битву 27 июля на гравюре под названием I Turchi respinti da Scutari.